# 出来高給
出来高給（できだかきゅう）とは、作られた生産物の量やそれに対する作業量に応じて賃金を定める仕組み。請負給とも。
一定の定数のもとで労働時間数に応じて賃金が支給される時間給に対し、実際に生産された生産物の量に応じて賃金が支給されるのが出来高給である。これが健全な形で運用された場合には、労働者はより多くの賃金を得るために多くの生産物を生み出そうとして労働効率は上昇する。だが、実際には使用者側が定数（出来高単価）を切り下げて人件費支出を抑制しようと図り、一方労働者側も組織的に生産量を抑制して使用者側に定数（出来高単価）引き上げを求める戦術を行うなど、工場管理の近代化にとって大きな障害となった。このため、基準生産量や標準作業時間を科学的方法で割り出して賃金制度の改革を行い、今日的な近代的能率給制度が確立されることになった。
日本では親方や頭領による作業請負制とセットの形で1890年代以後に広く行われるようになった。当初は鉱山において生産を高める方法として行われたが、やがて他の産業にも広まっていったが、日露戦争以後は作業請負制は後退して能率給制度へと移行していった。
日本の現行労働基準法においては、出来高払制その他の請負制で使用する労働者については、使用者は、労働時間に応じ一定額の賃金の保障をしなければならない（労働基準法第27条）と定め、固定給の無い「完全出来高払制」を禁止している。